# Saison 1 de Lost : Les Disparus
Chronologie
Saison 2
Cet article présente les épisodes de la première saison du feuilleton télévisé Lost : Les Disparus.

## Distribution

### Acteurs principaux
Ceux-ci sont toujours crédités au début de chaque épisode, y compris les épisodes auxquels, occasionnellement, ils ne participent pas
- Naveen Andrews (VF : Marc Saez) : Sayid Jarrah
- Emilie de Ravin (VF : Karine Foviau) : Claire Littleton
- Matthew Fox (VF : Xavier Fagnon) : Jack Shephard
- Jorge Garcia (VF : Jérôme Pauwels) : Hugo "Hurley" Reyes
- Maggie Grace (VF : Edwige Lemoine) : Shannon Rutherford
- Josh Holloway (VF : Arnaud Arbessier)  : James "Sawyer" Ford
- Malcolm David Kelley (VF : Jules Azem) : Walt Lloyd
- Daniel Dae Kim (VF : Cédric Dumond) : Jin-Soo Kwon
- Yunjin Kim (VF : Jade N'Guyen) : Sun-Hwa Kwon
- Evangeline Lilly (VF : Vanina Pradier) : Kate Austen
- Dominic Monaghan (VF : Vincent Ropion) : Charlie Pace
- Terry O'Quinn (VF : Michel Le Royer) : John Locke
- Harold Perrineau (VF : Daniel Njo Lobé) : Michael Dawson
- Ian Somerhalder (VF : Sébastien Desjours) : Boone Carlyle

### Invités
Des acteurs invités se joignent à la distribution de chaque épisode, de manière plus ou moins récurrente.
- Frederic Lehne (VF : Michel Derain) : Edward Mars
- Mira Furlan (VF : Véronique Augereau) : Danielle Rousseau
- L. Scott Caldwell (VF : Mireille Delcroix) : Rose Nadler
- John Terry (VF : Bernard Lanneau) : Christian Shephard
- Kimberley Joseph (VF : Anne Massoteau) : Cindy Chandler
- William Mapother (VF : Bertrand Liebert) : Ethan Rom
- Andrea Gabriel (VF : Marie Zidi) : Nadia
- Michelle Rodriguez (VF : Géraldine Asselin) :  Ana Lucia Cortez

## Épisodes

### Épisode 1:Le Réveil:1repartie
- États-Unis : 22 septembre 2004 sur ABC
- Canada : 2 octobre 2004 sur CTV[1]
- Québec : 17 mars 2005 sur Radio-Canada
- Belgique : 2 mai 2005 sur RTL-TVI
- Suisse : 14 juin 2005 sur TSR1
- France : 25 juin 2005 sur TF1

- États-Unis : 18,65 millions de téléspectateurs[2] (première diffusion)
- Canada : 1,16 million de téléspectateurs[3]
- France : 6,93 millions de téléspectateurs[4] (première diffusion)

- Greg Grunberg (VF : Cyrille Artaux)  (le pilote)
- Fredric Lehne (VF : Michel Derain) (le Marshall)
- L. Scott Caldwell (VF : Mireille Delcroix)  (Rose)
- Kimberley Joseph (VF : Anne Massoteau) (Cindy)

- Cet épisode est centré sur Jack.

### Épisode 2:Le Réveil:2epartie
- États-Unis : 29 septembre 2004 sur ABC
- Canada : 2 octobre 2004 sur CTV[1]
- Québec : 24 mars 2005 sur Radio-Canada
- Belgique : 9 mai 2005 sur RTL-TVI
- Suisse : 14 juin 2005 sur TSR1
- France : 25 juin 2005 sur TF1

- États-Unis : 17 millions de téléspectateurs[5] (première diffusion)
- Canada : 1,16 million de téléspectateurs[3]

- Fredric Lehne (VF : Michel Derain) (le Marshall)
- Kimberley Joseph (VF : Anne Massoteau) (Cindy)

- Cet épisode est centré sur Charlie et Kate.
- Dans la version française, le message est en allemand.
- Aucun plan ne montre l'animal en entier, seuls les personnages nous apprennent que c'est un ours polaire.

### Épisode 3:Le Nouveau Départ
- États-Unis /  Canada : 6 octobre 2004 sur ABC / CTV[3]
- Québec : 31 mars 2005 sur Radio-Canada
- Belgique : 16 mai 2005 sur RTL-TVI
- Suisse : 21 juin 2005 sur TSR1
- France : 25 juin 2005 sur TF1

- États-Unis : 16,54 millions de téléspectateurs[6] (première diffusion)
- France : 7,05 millions de téléspectateurs [4] (première diffusion)

- Fredric Lehne  (VF : Michel Derain) (le Marshall)
- Nick Tate (VF : Michel Fortin) (Ray)

Jack découvre que c’est Kate la prisonnière. Le 4e jour, le groupe sur les hauteurs rejoint la plage après la nuit mais garde le secret sur le SOS ; et ils ont confié l’arme à Kate. Les survivants commencent à s’organiser en vue d’un long séjour. Le marshal est toujours en condition critique, Kate vient le voir et il l’attaque. Le soir, tous sont convaincus que le marshal ne survivra pas. Sawyer tente de le tuer pour abréger ses souffrances mais il lui perfore un poumon ; le marshal survit. Le 5e jour, John trouve Vincent, le chien de Walt.
Résumé du flashback
- Cet épisode est centré sur Kate.

### Épisode 4:Les Pieds sur terre
- États-Unis : 13 octobre 2004 sur ABC
- Québec : 7 avril 2005 sur Radio-Canada
- Belgique : 23 mai 2005 sur RTL-TVI
- Suisse : 21 juin 2005 sur TSR1
- France : 2 juillet 2005 sur TF1

- États-Unis : 18,16 millions de téléspectateurs[7] (première diffusion)

- L. Scott Caldwell (VF : Mireille Delcroix)  (Rose)

Dans la nuit, le camp est secoué par des sangliers sauvages qui dévoraient les cadavres dans la carlingue. Les survivants décident de brûler les corps le lendemain. 6e jour. Sayid veut trianguler le SOS pour en trouver la source. Pour cela, il faut disperser des récepteurs dans l'île. John organise la chasse au sanglier. La chasse tourne mal, Michael est blessé et Kate casse un récepteur. L'incinération des corps est l'occasion d'une cérémonie en souvenir des personnes décédées.
Résumé du flashback
- Cet épisode est centré sur John.

### Épisode 5:À la recherche du père
- États-Unis /  Canada : 20 octobre 2004 sur ABC / CTV
- Québec : 14 avril 2005 sur Radio-Canada
- Belgique : 30 mai 2005 sur RTL-TVI
- Suisse : 30 juin 2005 sur TSR1
- France : 2 juillet 2005 sur TF1

- États-Unis : 16,82 millions de téléspectateurs[8] (première diffusion)
- Canada : 1,443 million de téléspectateurs[9]

- Veronica Hamel (VF : Martine Meirhaegue)  (Margo Shephard)
- John Terry (VF : Bernard Lanneau) (Dr Christian Shephard)
- Meilinda Soerjoko (VF : Yumi Fujimori) (Chrissy)
- John O'Hara (II) (Jack jeune)
- Sev Palmer (Acteur)
- Geoff Heise (le médecin)

Le 7e jour, Joanna se noie. Les survivants ne sont donc plus que 46. Jack voit son père. C'est une hallucination. L'eau manque, et quelqu'un vole les quelques bouteilles restantes. Jack poursuit l’hallucination dans la jungle. John part à la recherche d'eau. Jack trouve le cercueil de son père juste à côté d'une grotte et d'une source d'eau. Le cercueil est vide. 
Résumé du flashback
- Cet épisode est centré sur Jack.
- Le titre original (White Rabbit) fait référence aux aventures d'Alice.
- Au début de l'épisode, Sawyer lit le roman Les Garennes de Watership Down de Richard Adams.

### Épisode 6:Regard vers l'ouest
- États-Unis : 27 octobre 2004 sur ABC
- Québec : 21 avril 2005 sur Radio-Canada
- Belgique : 6 juin 2005 sur RTL-TVI
- Suisse : 30 juin 2005 sur TSR1
- France : 2 juillet 2005 sur TF1

- États-Unis : 16,83 millions de téléspectateurs[10] (première diffusion)

- Dustin Watchman (Scott)
- Meilinda Soerjoko (Chrissy)

Le 8e jour, Jin, le mari de Sun, attaque Michael sans raison apparente. Jack, Kate, Locke et Charlie partent chercher de l'eau près des grottes trouvées par Jack. Ils sont attaqués par des guêpes. Dans la grotte, ils découvrent les corps d'un homme et d'une femme, morts depuis plusieurs décennies. Jack propose de déménager le camp vers les grottes, mais Sayid et d’autres s’y opposent, car ils sont plus visibles sur la plage pour d'éventuels secours. On découvre que Sun parle anglais, mais qu'elle le cache à son mari ; on apprend pourquoi Jin a attaqué Michael.
Résumé du flashback
- Cet épisode est centré sur Sun.

### Épisode 7:Le Papillon de nuit
- États-Unis : 3 novembre 2004 sur ABC
- Québec : 28 avril 2005 sur Radio-Canada
- Belgique : 13 juin 2005 sur RTL-TVI
- Suisse : 30 juin 2005 sur TSR1
- France : 9 juillet 2005 sur TF1

- États-Unis : 18,73 millions de téléspectateurs[11] (première diffusion)

- Neil Hopkins (VF : Emmanuel Garijo)  (Liam)
- Christian Bowman (Steve)
- Glenn Cannon (VF : Jean-Pierre Leroux) (le Prêtre)
- Dustin Watchman (Scott)
- Richard Mc Pherson (Acteur)

Le 8e jour, quelques survivants se sont installés près des grottes. John parvient à construire un piège à sanglier. Sayid et Kate partent installer des récepteurs pour la triangulation. Une partie des grottes s’effondre sur Jack. Les survivants de la plage viennent aider à le dégager. Ils creusent un passage étroit dans lequel Charlie se faufile pour secourir Jack. Le tunnel s'effondre et se referme. Sur les hauteurs, Sayid capte un signal, mais est assommé par un inconnu.
Résumé du flashback
- Cet épisode est centré sur Charlie.

### Épisode 8:Transfert d’identité
- États-Unis : 10 novembre 2004 sur ABC
- Québec : 5 mai 2005 sur Radio-Canada
- Belgique : 20 juin 2005 sur RTL-TVI
- Suisse : 7 juillet 2005 sur TSR1
- France : 9 juillet 2005 sur TF1

- États-Unis : 18,44 millions de téléspectateurs[12] (première diffusion)

- Kristin Richardson (VF : Christiane Jean) (Jessica)
- Michael DeLuise (VF : Jean-François Aupied)  (David)

Le 9e jour, Sayid ne sait pas qui l'a attaqué. Sawyer surprend Boone, le frère de Shannon, en train de fouiller dans ses affaires, et l'agresse violemment. Boone y cherchait les médicaments de sa sœur Shannon, asthmatique, et il suspecte Sawyer d'être en leur possession car il a vu un livre entre les mains de Sawyer qui appartenait à Shannon. Sawyer refuse de rendre les inhalateurs alors que Shannon a des crises. Sayid se porte volontaire pour torturer Sawyer (il en a l’expérience depuis l'Irak). Sun parvient à soigner Shannon grâce à des plantes. Le soir, Charlie convainc Claire de quitter le camp de la plage pour celui des grottes. Sayid décide lui aussi de quitter la plage.
Résumé du flashback
- Cet épisode est centré sur Sawyer.

### Épisode 9:Le Choix du soldat
- États-Unis : 17 novembre 2004 sur ABC
- Québec : 12 mai 2005 sur Radio-Canada
- Belgique : 27 juin 2005 sur RTL-TVI
- Suisse : 7 juillet 2005 sur TSR1
- France : 9 juillet 2005 sur TF1

- États-Unis : 17,64 millions de téléspectateurs[13] (première diffusion)

- Mira Furlan (VF : Véronique Augereau)  (Danielle Rousseau)
- Scott Paulin (VF : Philippe Peythieu)  (Sullivan)
- William Mapother (VF : Bertrand Liebert)  (Ethan)
- Andrea Gabriel (VF : Marie Zidi) (Nadia /Noor Abed Jaseem)
- Christian Bowman (Steve)
- Dustin Watchman (Scott)
- David Negahban (VF : Omar Yami) (Omar)
- Xavier Alaniz (Acteur)

Le 11e jour, Sayid est parti après les événements avec Sawyer, et il trouve un câble sur la plage qu’il remonte, jusqu'à se faire prendre dans un piège. La 11e nuit, Sayid se fait capturer par la femme du message. Le 12e jour, on apprend qu'elle s’appelle Danielle Rousseau, et vit dans un abri alimenté en électricité et cherche Alex. Hurley met en place un terrain de golf. Sayid, toujours prisonnier, commence à gagner la confiance de Danielle. Elle faisait partie d’une expédition scientifique qui fit naufrage sur l'île, et raconte qu’après deux mois de survie sur l'île, des « Autres » ont provoqué leur mort par maladie au point qu'à la fin elle dut tuer elle-même les derniers. Sa fille Alex a été enlevée par les autres. Le terrain de golf parvient à apaiser les esprits. Sayid s'évade.
Résumé du flashback
- Cet épisode est centré sur Sayid.
- Dans la version originale, Danielle est française. Dans la VF, elle est allemande afin de préserver l'incompréhensibilité du message radio. Il semble établi avec certitude que ce message ait été enregistré par Danielle ; pourtant ce n'est pas la même voix ni le même accent que ceux de la Danielle Rousseau qui capture Sayid.

### Épisode 10:La Force du destin
- États-Unis : 1er décembre 2004 sur ABC
- Québec : 19 mai 2005 sur Radio-Canada
- Belgique : 27 juin 2005 sur RTL-TVI
- Suisse : 7 juillet 2005 sur TSR1
- France : 16 juillet 2005 sur TF1

- États-Unis : 17,15 millions de téléspectateurs[14] (première diffusion)

- William Mapother (VF : Bertrand Liebert)  (Ethan)
- Nick Jameson (VF : Patrick Floersheim)  (Malkin)
- Christian Bowman (Steve)
- Dustin Watchman (Scott)
- Keir O'Donnell (VF : Vincent de Boüard) (Thomas)

La 12e nuit, Claire a un cauchemar et du somnambulisme duquel elle se réveille ensanglantée. La nuit suivante, Claire se réveille après avoir été agressée. 14e jour, Jack suspecte que Claire hallucine, et elle décide de quitter la grotte pour la plage. Hurley enquête sur l’agression de celle-ci et décide de recenser les survivants. Sayid, blessé, rejoint la grotte. Hurley inspecte le manifeste des passagers se rend compte qu’il y a un problème avec un membre du groupe.
Résumé du flashback
- Cet épisode est centré sur Claire.

### Épisode 11:Les Démons intérieurs
- États-Unis : 8 décembre 2004 sur ABC
- Québec : 26 mai 2005 sur Radio-Canada
- Belgique : 4 juillet 2005 sur RTL-TVI
- Suisse : 14 juillet 2005 sur TSR1
- France : 16 juillet 2005 sur TF1

- États-Unis : 18,88 millions de téléspectateurs[15] (première diffusion)

- William Mapother (VF : Bertrand Liebert)  (Ethan)
- John Terry (VF : Bernard Lanneau) (Dr Christian Shephard)
- Christian Bowman (Steve Jenkins)
- Jackie Maraya (Andrea)

Le 14e jour, Ethan, l’intrus détecté par Hurley, a enlevé Claire et Charlie. Ethan n'étant pas un survivant, ils ne sont plus que 45. Locke, Jack, Kate et Boone partent après Ethan, vers le Nord, puis se séparent lorsque la trace d'Ethan semble se dédoubler. Jack et Kate sont sur la bonne piste, mais Jack se fait attaquer par Ethan qui lui dit que s'il ne cesse pas de le suivre il en tuera un des deux, avant de l’assommer. Ils trouvent le corps de Charlie. Jack a réussi à réanimer Charlie qui ne se souvient de rien, qui ne sait que dire : « c'est juste Claire qu'ils voulaient » (« all they wanted was Claire »). Locke et Boone sont surpris par la nuit.
Résumé du flashback
- Cet épisode est centré sur Jack.

### Épisode 12:L'Objet de tous les désirs
- États-Unis : 5 janvier 2005 sur ABC
- Québec : 2 juin 2005 sur Radio-Canada
- Belgique : 4 juillet 2005 sur RTL-TVI
- Suisse : 14 juillet 2005 sur TSR1
- France : 16 juillet 2005 sur TF1

- États-Unis : 21,59 millions de téléspectateurs[16] (première diffusion)

- Achilles Gacis (Acteur)
- L. Scott Caldwell (VF : Mireille Delcroix) (Rose)
- Victor Browne (VF : Boris Rehlinger) (Jason)
- Tim Halligan (VF : Michel Paulin) (Hutton)
- Michael Vendrell (Trucker)
- Dezmond Gilla (Acteur)

Du 15e au 18e jour, pendant quatre jours, Locke et Boone explorent en secret la trappe métallique qu'ils ont trouvée lorsqu'ils cherchaient Claire. Le 19e jour, Kate et Sawyer trouvent deux corps de l'avion et une mallette ; la mer monte de plus en plus sur la plage. La 19e nuit, Kate essaie de voler la valise à Sawyer. Le 20e jour, Sawyer essaie désespérément d’ouvrir la mallette, et Kate de la voler. On apprend enfin des éléments sur les crimes de Kate : elle est une braqueuse de banque patentée, et la mallette a affaire avec elle. Sayid demande à Shannon de l'aider à traduire les notes en français (en allemand dans la version française) sur les documents qu’il a volés à Danielle lorsqu'il s’est échappé. Kate convainc Jack de récupérer la clé sur le cadavre du marshal qu'ils vont devoir déterrer. Le 21e jour, les survivants de la plage déplacent le camp plus loin de la mer. La 21e nuit, Shannon révèle que les notes en français correspondent à la chanson La Mer de Charles Trenet.
Résumé du flashback
- Cet épisode est centré sur Kate

### Épisode 13:Le cœur a ses raisons
- États-Unis : 12 janvier 2005 sur ABC
- Québec : 9 juin 2005 sur Radio-Canada
- Belgique : 11 juillet 2005 sur RTL-TVI
- Suisse : 14 juillet 2005 sur TSR1
- France : 23 juillet 2005 sur TF1

- États-Unis : 20,81 millions de téléspectateurs[17] (première diffusion)

- Adam Leadbeater (VF : Pascal Germain) (Malcolm)
- Charles Mesure (VF : Bernard Bollet) (Bryan)
- Kelly Rice (Nicole)

Le 22e jour, Locke et Boone se demandent comment ouvrir la trappe qu'ils ont découverte. Boone veut le raconter aux autres, mais Locke l’assomme et le ligote. Sun et Kate cultivent une espèce de jardin potager que Sun a créé. Quelqu'un ligote aussi Shannon, et Boone parvient à se détacher, à détacher Shannon et à se cacher alors que le monstre de l'île les attaque. Kate à son tour apprend que Sun parle anglais. Hurley essaie de se réconcilier avec Jin. Shannon dit que c’est Locke qui l’a attachée ; le monstre attaque à nouveau et cette fois Shannon est tuée. Boone découvre finalement que Shannon va bien et que tout cela n'était qu'une vision.
Résumé du flashback
- Cet épisode est centré sur Boone et Shannon.
- On apprend qu’il y a une anomalie magnétique majeure sur l'île : la boussole se trompe d’au moins une trentaine de degrés.

### Épisode 14:Au nom du fils
- États-Unis : 19 janvier 2005 sur ABC
- Québec : 16 juin 2005 sur Radio-Canada
- Belgique : 11 juillet 2005 sur RTL-TVI
- Suisse : 21 juillet 2005 sur TSR1
- France : 23 juillet 2005 sur TF1

- États-Unis : 19,69 millions de téléspectateurs[18] (première diffusion)

- Tamara Taylor (VF : Annie Milon) (Susan)
- Monica Garcia (VF : Sophie Arthuys) (l'infirmière)
- David Starzyk (VF : Patrick Béthune) (Brian)
- Christian Bowman (Steve Jenkins)
- Natasha Goss (Acteur)

Le 23e jour, Locke apprend à Walt à lancer des couteaux, ce qui évidemment rend le père furieux. Le 24e jour, Sayid commence à déchiffrer la carte. Michael décide de construire un radeau. Le 25e jour, la tension monte entre Michael d’une part, et Walt et Locke d’autre part. Walt disparaît dans la jungle, et Locke et Michael partent à sa recherche. On découvre enfin pourquoi Michael et Walt, père et fils, se connaissent si peu. Un ours polaire attaque Walt, Locke et Michael arrivent à temps et Michael blesse l’ours. La 25e nuit, Charlie lit le journal de Claire qu'il a réussi à récupérer auprès de Sawyer.
Résumé du flashback
- Cet épisode est centré sur Michael et Walt.

### Épisode 15:À la dérive
- États-Unis : 9 février 2005 sur ABC
- Québec : 23 juin 2005 sur Radio-Canada
- Belgique : 18 juillet 2005 sur RTL-TVI
- Suisse : 21 juillet 2005 sur TSR1
- France : 23 juillet 2005 sur TF1

- États-Unis : 19,48 millions de téléspectateurs[19] (première diffusion)

- William Mapother (VF : Bertrand Liebert) (Ethan Rom)
- Jim Piddock (VF : Patrick Raynal) (Francis Heatherton)
- Christian Bowman (Steve Jenkins)
- Darren Richardson (VF : Didier Cherbuy) (Tommy)
- Sally Strecker  (VF : Ivana Coppola) (Lucy Heatherton)
- Eric Griffith (Acteur)

La 25e nuit, Locke et Boone ont retrouvé Claire mais elle ne se rappelle que d'être montée dans l’avion. Le 26e jour, Ethan revient et menace Charlie : il doit ramener Claire sinon il va tuer l’un d’entre eux, un par jour. La 26e nuit, ils font des gardes et installent des alarmes. Le 27e jour, au petit matin, la menace est mise à exécution et Scott Jackson est assassiné sur la plage ; l’assassin serait arrivé par la mer, évitant ainsi le cordon de sécurité. Ils ne sont plus que 44. Jack décide de sortir les quatre pistolets de la mallette, et cinq avec celui de Sawyer (du marshal) et ils vont piéger Ethan (27e nuit) ; pour une fois le plan fonctionne, sauf un détail : Charlie trouve une arme et tue Ethan avant qu'ils n'aient eu le temps de l'interroger.
Résumé du flashback
- Cet épisode est centré sur Charlie.

### Épisode 16:Le Prix de la vengeance
- États-Unis : 16 février 2005 sur ABC
- Québec : 30 juin 2005 sur Radio-Canada
- Belgique : 18 juillet 2005 sur RTL-TVI
- Suisse : 21 juillet 2005 sur TSR1
- France : 30 juillet 2005 sur TF1

- États-Unis : 17,87 millions de téléspectateurs[20] (première diffusion)

- Robert Patrick (VF : Marc Alfos) (Hibbs)
- Jeff Perry (Duckett)
- John Terry (VF : Bernard Lanneau) (Dr Christian Shephard)
- Brittany Perrineau (Acteur)
- Susse Budde (la mère)
- Gordon Hardie (l'enfant)
- Stewart McLennan (VF : Igor De Savitch) (Laurence)
- Alex Mason (Acteur)

La 28e nuit, Sawyer est réveillé par un sanglier qui a fait irruption dans sa tente. Le 29e jour, Sawyer entend à son tour (après Sayid plusieurs épisodes auparavant) des chuchotements dans la jungle. Il se fait encore attaquer par un sanglier, et part le chasser avec Kate. La 29e nuit, leur bivouac est ravagé par le sanglier pendant la nuit (uniquement les affaires de Sawyer). Le 30e jour, Sawyer renonce à tuer le sanglier.
Résumé du flashback
- Cet épisode est centré sur Sawyer.

### Épisode 17:Le Mur du silence
- États-Unis /  Canada : 23 février 2005 sur ABC / CTV
- Québec : 7 juillet 2005 sur Radio-Canada
- Belgique : 25 juillet 2005 sur RTL-TVI
- Suisse : 28 juillet 2005 sur TSR1
- France : 30 juillet 2005 sur TF1

- États-Unis : 19,49 millions de téléspectateurs[21] (première diffusion)
- Canada : 1,775 million de téléspectateurs[22]

- Byron Chung (Mr Paik)
- John Choi (Butler)
- Joey Yu (Byung Han)
- Chil Kong (Acteur)
- Angelica Perreira (Acteur)
- Tess Young (Acteur)
- John Shin (le père)
- Kiya Lee (Acteur)

Le 32e jour, Michael et Jin ont un accrochage à propos de Sun. Sawyer décide qu’il partira avec Michael. La 32e nuit, le radeau de Michael part en flammes, et tout le monde suspecte Jin. Le 33e jour, Sayid et Shannon se rapprochent. Sawyer capture Jin et Michael le tabasse, jusqu'à ce que Sun, puis Locke, n’interviennent. Sun révèle qu’elle parle anglais, Locke affirme qu’il y a d'autres occupants dans la jungle, et que ce sont eux qui ont brûlé le radeau. La 33e nuit, Locke apprend que c'est Walt qui a brûlé le radeau. Le 34e jour, Jin et Michael font la paix, Shannon a passé la nuit avec Sayid. L'épisode se finit par la séparation de Sun et Jin sous une musique mélancolique de Damien Rice (Delicate).
Résumé du flashback
- Cet épisode est centré sur Jin.
- Le titre original fait référence au film Lost in Translation

### Épisode 18:La Loi des nombres
- États-Unis : 2 mars 2005 sur ABC
- Québec : 14 juillet 2005 sur Radio-Canada
- Belgique : 25 juillet 2005 sur RTL-TVI
- Suisse : 28 juillet 2005 sur TSR1
- France : 30 juillet 2005 sur TF1

- États-Unis : 18,85 millions de téléspectateurs[23] (première diffusion)

- Mira Furlan (VF : Véronique Augereau) (Danielle Rousseau)
- Archie Ahuna (Tito)
- Ron Marasco (VF : Patrick Osmond) (Ken Halperin)
- Jayne Taini (VF : Perrette Pradier) (Martha)
- Lillian Hurst (VF : Tamila Mesbah) (Carmen Reyes)
- Brittany Perrineau (Acteur)
- Achilles Gracis (Acteur)
- Ron Bottitta (VF : Philippe Peythieu) (Leonard)
- Derrick Bulatao (Diego)
- Michael Adamschick (Acteur)
- Dann Seki (Dr Curtis),
- Maya Pruett (Acteur)

Le 36e jour, Michael veut installer une radio sur son radeau ; il veut pour cela retrouver Danielle Rousseau. La 36e nuit, Hurley trouve dans les notes de Danielle des numéros avec lesquels il avait gagné le gros lot au loto dans sa vie d’avant. Il décide de retrouver Danielle. Le 37e jour, il longe la plage (océan main gauche, comme Sayid, c'est-à-dire à peu près vers le nord-est), trouve le câble, le suit, et se fait piéger. Hurley trouve Danielle qui lui parle des nombres. Les nombres viennent de cette île et sont arrivés à Hurley un an auparavant par un chemin détourné. C'est à cause de ces nombres, captés par radio, que l’expédition de Danielle s’est déroutée et a fait naufrage sur l'île. Ils ont ensuite trouvé la tour de communication, puis ils sont tous morts et elle en a changé le signal. Hurley revient avec la batterie, Locke fait un berceau pour Claire.
Résumé du flashback
- Cet épisode est centré sur Hurley.

### Épisode 19:Tombé du ciel
- États-Unis : 30 mars 2005 sur ABC
- Québec : 21 juillet 2005 sur Radio-Canada
- Suisse : 28 juillet 2005 sur TSR1
- Belgique : 1er août 2005 sur RTL-TVI
- France : 6 août 2005 sur TF1

- États-Unis : 17,75 millions de téléspectateurs[24] (première diffusion)

- Swoosie Kurtz (VF : Colette Venhard) (Emily)
- Kevin Tighe (VF : Marc Cassot) (Cooper)
- Lawrence Mandley (Frainey)
- Tyler Burns Laudowicz (Acteur)
- George O'Hanlon (VF : Yves-Henri Salerne) (Eddie)
- Julie Ow (Acteur)

Le 38e jour, depuis deux semaines, Locke et Boone fabriquaient un trébuchet pour percer le hublot de leur découverte, mais ça ne marche pas malgré la force considérable de l’engin, et à la grande déception de Locke. Le trébuchet se casse et une pointe blesse Locke à la jambe : il se rend compte qu’il ne sent rien. La 38e nuit, Sawyer a des céphalées qui ne partent pas avec le remède de Sun. Locke a une hallucination et voit un avion de tourisme s'écraser sur l'île. Le 40e jour, la jambe de Locke a des faiblesses. Locke et Boone trouvent un vieux cadavre, apparemment issu de l’avion que Locke a vu en hallucination, et qu’ils finissent par trouver perché dans un arbre. Boone grimpe et y trouve une carte. La radio fonctionne encore et Boone parle avec quelqu'un, mais la réponse de l’autre partie est masquée par le bruit de l’appareil qui chute avec Boone dedans. Il est grièvement blessé. Le soir, alors que Locke se lamente sur le hublot, une lumière y apparaît.
Résumé du flashback
- Cet épisode est centré sur Locke.

### Épisode 20:Pour le meilleur et pour le pire
- États-Unis /  Canada : 6 avril 2005 sur ABC / CTV
- Québec : 28 juillet 2005 sur Radio-Canada
- Belgique : 1er août 2005 sur RTL-TVI
- Suisse : 4 août 2005 sur TSR1
- France : 6 août 2005 sur TF1

- États-Unis : 17,12 millions de téléspectateurs[25] (première diffusion)
- Canada : 1,937 million de téléspectateurs[26]

- Zack Ward (Marc)
- John Terry (VF : Bernard Lanneau) (Dr Christian Shephard)
- Julie Bowen (VF : Juliette Degenne)  (Sarah)
- John Wilton (Acteur)
- Clarence Logan (Acteur)

Le 41e jour, Boone est en soins intensifs dans la grotte, Claire est surprise par son accouchement dans la jungle, et c’est Charlie qui doit s’en occuper. La 41e nuit, la jambe de Boone est perdue, et il souffre également d'une hémorragie interne ; Jack se décide à amputer mais Boone préfère l’autre alternative : il ne veut pas souffrir inutilement alors qu'il sait qu'il est fichu. Kate aide Claire à accoucher.
Résumé du flashback
- Cet épisode est centré sur Jack.
- Dans cet épisode, Boone meurt et le bébé de Claire vient au monde.

### Épisode 21:Elle ou Lui
- États-Unis : 4 mai 2005 sur ABC
- Belgique : 1er août 2005 sur RTL-TVI
- Québec : 4 août 2005 sur Radio-Canada
- Suisse : 4 août 2005 sur TSR1
- France : 6 août 2005 sur TF1

- États-Unis : 17,20 millions de téléspectateurs[27] (première diffusion)

- Jenny Gago (VF : Pascale Vital) (Agent Cole)
- David Patterson (VF : Gérard Dessalles) (Agent Hewitt)
- Donnie Keshawarz (VF : Serge Faliu) (Essam)
- Dariush Kashani (VF : Vincent Violette) (Haddad)
- Ali Shaheed (Yusef)

Le 42e jour, ils enterrent Boone, et Locke leur dit ce qui est arrivé avec l’avion, mais Boone a parlé un peu avant de mourir, et Jack sait qu’il y a un secret concernant un hublot, et la tension monte entre les deux : Jack agresse Locke. Shannon demande à Sayid de la venger. Locke n’a plus de problème de jambe, et il mène Sayid au petit avion. Ils y trouvent une cargaison d’héroïne. Locke veut gagner la confiance de Sayid et lui avoue que c’est lui qui l’a assommé sur les hauteurs lorsqu'il cherchait un signal, car, à écouter le message (il les a tous tués, ils sont tous morts...), il considérait qu’il y avait trop de danger à trouver l’endroit de la source du signal. Les autres imposent un repos forcé à Claire et Jack. Shannon en profite pour prendre la clé de la mallette, puis s’empare des pistolets. Jack qui en voulait à Locke se retrouve maintenant à essayer de lui sauver la vie. La 42e nuit, Sayid exige de voir le hublot.
Résumé du flashback
- Cet épisode est centré sur Sayid.

### Épisode 22:Éternelle fugitive
- États-Unis : 11 mai 2005 sur ABC
- Suisse : 4 août 2005 sur TSR1
- Belgique : 8 août 2005 sur RTL-TVI
- Québec : 11 août 2005 sur Radio-Canada
- France : 13 août 2005 sur TF1

- États-Unis : 17,10 millions de téléspectateurs[28] (première diffusion)

- Mackenzie Astin (VF : Guillaume Lebon) (Tom Brennan)
- Anosh Yagoob (Sanjay)
- Daniel Roebuck (VF : Bernard Alane) (Leslie Arzt)
- Beth Broderick (VF : Monique Nevers) (Diane)
- Tamara Lynch (l'infirmière)
- Carter Jenkins (Tom jeune)

Le 43e jour, le radeau va bientôt partir, il le faut car la mousson approche. Kate veut une place sur le radeau. Locke et Sayid montrent la structure à Jack et veut tout comme Locke, essayer de l'ouvrir. Michael a une crise de coliques, et Jack suspecte qu’il ait été empoisonné, pour qu'on lui prenne sa place. Il s'agit en fait de Sun, qui a voulu empêcher Jin de partir. À la fin de l'épisode, Walt révèle à son père que c'est lui qui a mis le feu au premier radeau.
Résumé du flashback
- Cet épisode est centré sur Kate.

### Épisode 23:L'Exode:1repartie
- États-Unis : 18 mai 2005 sur ABC
- Belgique : 8 août 2005 sur RTL-TVI
- Suisse : 11 août 2005 sur TSR1
- France : 13 août 2005 sur TF1
- Québec : 18 août 2005 sur Radio-Canada

- États-Unis : 18,62 millions de téléspectateurs[29] (première diffusion)

- Mira Furlan (VF : Véronique Augereau) (Danielle Rousseau)
- Daniel Roebuck (VF : Bernard Alane) (Dr Leslie Arzt)
- Michelle Rodriguez (VF : Barbara Beretta) (Ana-Lucia)
- Fredric Lehne (VF : Michel Derain) (le Marshall)
- Kevin E. West (VF : Emmanuel Jacomy) (Calderwood)
- Ruz Rusden (l'agent de la sécurité)
- Wendy Braun (VF : Régine Teyssot) (Gina)
- Kylie Dragna (Charlotte)

- Cet épisode est centré sur différents personnages (Jack, Walt, Sawyer, Kate, Shannon, Sun) durant les heures qui précèdent l'embarquement.
- Au tout début du premier flashback, Walt réveille son père dans la chambre d'hôtel en regardant un épisode de la série Tokusō Sentai Dekaranger, reconnaissant qu'il « regarde toujours cette série. »
- Quand Jack et Ana-Lucia discutent à l'aéroport, on apprend que Jack a la place 23 B et Anna Lucia la 42 F dans l'avion (2 derniers chiffres de la combinaison).
- On peut remarquer que, dans cet épisode, qui constitue sa première apparition, Ana-Lucía n'est pas encore doublée en version française par Géraldine Asselin (qui assurera sa voix française dans le reste de la série). Dans cet épisode, c'est la comédienne Barbara Beretta qui se charge de la doubler.

### Épisode 24:L'Exode:2epartie
- États-Unis : 25 mai 2005 sur ABC
- Suisse : 11 août 2005 sur TSR1
- Belgique : 15 août 2005 sur RTL-TVI
- France : 20 août 2005 sur TF1
- Québec : 25 août 2005 sur Radio-Canada

- États-Unis : 20,71 millions de téléspectateurs[30] (première diffusion)
- France : 7,2 millions de téléspectateurs [31] (première diffusion)

- Mira Furlan (VF : Véronique Augereau) (Danielle Rousseau)
- Daniel Roebuck (VF : Bernard Alane) (Dr Leslie Arzt)
- Fredric Lehne (VF : Michel Derain) (le Marshall)
- John Dixon (VF : Jean-Paul Pitolin) (JD)
- Terasa Livingstone (Lily)
- Robert Frederick (Jeff)
- Greg Grunberg (VF : Cyrille Artaux) (le pilote)
- Ruz Rusden (l'agent de la sécurité)
- Michelle Arthur (Michelle)
- John Walcutt (Acteur)
- Glenn Cannon (Acteur)
- Wendy Braun (Acteur)

- Cet épisode est centré sur différents personnages (Sayid, Jin, Charlie, Michael) durant les heures qui précèdent l'embarquement.

### Épisode 25:L'Exode:3epartie
- États-Unis : 25 mai 2005 sur ABC
- Suisse : 11 août 2005 sur TSR1
- Belgique : 15 août 2005 sur RTL-TVI
- France : 20 août 2005 sur TF1
- Québec : 1er septembre 2005 sur Radio-Canada

- États-Unis : 20,71 millions de téléspectateurs[30] (première diffusion)
- France : 7,4 millions de téléspectateurs[31] (première diffusion)

- Cet épisode est centré sur différents personnages (Hurley, Locke, tous les personnages à l'embarquement) durant les heures qui précèdent l'embarquement.

## Épisode spécial

### Lost: The Journey
- États-Unis : 27 avril 2005 sur ABC

- Narrateur : Brian Cox

- États-Unis : 13,7 millions de téléspectateurs